# Werner Bergmann (Historiker)
Werner Bergmann (* 1946) ist ein deutscher Historiker mit dem Schwerpunkt Mittelalter.

## Leben
Bergmann studierte Geschichte, Mathematik, politische Wissenschaft, Anglistik und historische Hilfswissenschaften. Nach der Promotion zum Dr. phil. 1976 (Untersuchungen zu den Gerichtsurkunden der Merowingerzeit) an der Ruhr-Universität Bochum und der Habilitation ebenda 1985 wurde er dort 1995 Professor.
Bergmann legte zahlreiche Quelleneditionen und Veröffentlichungen zur mittelalterlichen und frühneuzeitlichen Geschichte vor. So unterstützte er Helmut Plechl bei der Veröffentlichung der Tegernseer Briefsammlung aus dem 12. Jahrhundert, beschäftigte sich aber auch mit Mathematikgeschichte. In den letzten Jahren verfasste er zudem populärwissenschaftliche Werke zur Geschichte des Ruhrgebiets.

## Schriften (Auswahl)
- Innovationen im Quadrivium des 10. und 11. Jahrhunderts. Studien zur Einführung von Astrolab und Abakus im lateinischen Mittelalter. Stuttgart 1985, ISBN 3-515-04148-6 (zugleich: Habilitationsschrift, Bochum, Universität).
- Oberhausen. Ein verlorenes Stadtbild. Gudensberg-Gleichen 1994, ISBN 3-86134-168-9.
- Geschichte(n) zwischen Pott und Deckel. Vom Essen und Trinken nicht nur im Revier nebst 30 fast vergessenen Rezepten aus dem Ruhrpott einfach gekocht. Bottrop 2014, ISBN 978-3-942094-44-3.
- Unser aller Heiligen – als der Himmel über dem Ruhrgebiet noch bevölkert war. Bottrop 2016, ISBN 3-942094-59-2.
- Die Geschichte machen. Helden und Schurken im Ruhrgebiet von anno dazumal bis heute. Bottrop 2019, ISBN 3-942094-96-7.
- Bruchrechnen im Mittelalter. Der ursprüngliche Calculus des Victorius von Aquitanien und die Kreisberechnung in der römischen Antike und im Mittelalter. Bottrop 2020, ISBN 978-3-948566-00-5.
- 24 Spaziergänge in die alte Zeit des Ruhrgebiets. Begegnung mit unseren Altvorderen. Henselowsky Boschmann, Bottrop 2022, ISBN 978-3-948566-17-3.

als Herausgeber
- mit Hans Budde, Günter Spitzbart (Hrsg.): Urkundenbuch der Stadt Duisburg. Bd. 1: 904–1350 (= Duisburger Geschichtsquellen. Bd. 8). Duisburg 1989, ISBN 3-87096-093-0.
- mit Helmut Plechl: Die Tegernseer Briefsammlung des 12. Jahrhunderts. Hannover 2002, ISBN 3-7752-1811-4.
- (Hrsg.): Johannes Gigas, Neue Beschreibung des Erzbistums Köln und seiner angrenzenden Gebiete. Der erste Atlas von Nordrhein-Westfalen. 7 Karten und 9 Stadtansichten aus dem Jahre 1620. Bottrop 2012, ISBN 978-3-942094-28-3.
- mit Otto Dickau, Heinz-Jürgen Kamp (Hrsg.): Geschichte und Quellen der Deutschordenskommenden im Ruhrgebiet am Beispiel der Kommende Welheim. Von den Anfängen bis zum Vorabend der Reformation. Bottrop 2017, ISBN 978-3-942094-74-0.
- mit Werner Boschmann (Hrsg.) Monsieur Paillot im Nirgendwo. Land und Leute aus der Sicht eines Revolutionsflüchtlings am Vorabend des Reviers. Bottrop 2019, ISBN 978-3-942094-34-4.
- mit Werner Boschmann (Hrsg.): Emscherland. Bottrop 2020, ISBN 978-3-948566-04-3.